# Uwięzione
Uwięzione (hiszp. Vis a vis) – hiszpański serial telewizyjny wyprodukowany początkowo dla hiszpańskiego kanału Antena 3, a później dla Fox Spain. Jego premiera odbyła się 20 kwietnia 2015 r. Akcja rozpoczyna się od skupienia się na młodej kobiecie, która trafia do więzienia, a następnie przedstawia obraz więzienia i systemów egzekwowania prawa. Zdjęcia kręcono głównie w prowincji Almería.
Po tym, jak Antena 3 odwołała program, rok później Fox Spain ogłosił, że nagra sezon trzeci i czwarty, które miały premierę odpowiednio 23 kwietnia 2018 r. i 3 grudnia 2018 r., stając się bardzo popularne. Netflix zakupił prawa do transmisji globalnej.
Od czasu odwołania, większość obsady zaangażowała się w inne produkcje, co spowodowało duże zmiany w obsadzie w sezonie trzecim i czwartym. Produkcja również została przeniesiona w inne miejsce, ponieważ studio, z którego korzystali, zostało zajęte na potrzeby produkcji serialu Dom z papieru. Maggie Civantos, dawniej główna bohaterka serialu, dostała mniejszą rolę ze względu na jej udział w innym programie, Telefonistki. Inni aktorzy grający główne role, to Najwa Nimri, Berta Vázquez, María Isabel Díaz Lago, Marta Aledo, Laura Buena i Alba Flores.
W 2020 roku ukazał się spin-off zatytułowany Vis a vis: El oasis, który skupił się na postaciach Macareny i Zulemy.

## Fabuła
Macarena Ferreiro jest młodą, naiwną kobietą, która zakochuje się w swoim szefie i przez niego popełnia kilka przestępstw. Jest ona oskarżona o cztery przestępstwa podatkowe, w związku z czym zostaje uwięziona w więzieniu Cruz del Sur z możliwością wpłacenia bardzo wysokiej kaucji. Musi zmierzyć się z szokiem emocjonalnym, jaki oznacza dla niej pobyt w więzieniu, a także ze skomplikowanymi relacjami między więźniami; wśród nich Zulema wyróżnia się jako najbardziej niebezpieczny więzień.
W międzyczasie, aby wpłacić kaucję, jej rodzina na zewnątrz angażuje się w znalezienie dużej sumy pieniędzy, w sporze z chłopakiem Zulemy, który doprowadza do problemów rodziny Ferreiro.
Serial ukazuje codzienne życie więźniów i grupy funkcjonariuszy w zakładzie karnym oraz przemianę nieszkodliwego człowieka, niezdolnego do wyrządzenia krzywdy, w ocalałego, który pozostawia swoje skrupuły na boku. Walka o przetrwanie oznacza zatem współistnienie więźniów, charakteryzujące się sojuszami, zdradami i zemstami zarówno między więźniami, jak i między funkcjonariuszami.

## Obsada
- Maggie Civantos jako Macarena Ferreiro
- Najwa Nimri jako Zulema Zahir
- Berta Vázquez jako Estefania „Owca” Kabila
- Alba Flores jako Saray Vargas
- Inma Cuevas jako Ana Belén „Anabel” Villaroch Garcés
- María Isabel Díaz Lago jako Soledad „Sole” Núñez Hurtado
- Marta Aledo jako Teresa „Tere” González Largo
- Laura Baena jako Antonia Trujillo Díez
- Belén Cuesta jako Yolanda Montero
- Roberto Enríquez jako Fabio Martínez León
- Ramiro Blas jako Carlos Sandoval Castro
- Cristina Plazas jako Miranda Aguirre Senén
- Alberto Velasco jako Antonio Palacios Lloret
- Harlys Becerra jako Ismael Valbuena Ugarte
- Carlos Hipólito jako Leopoldo Ferreiro Lobo
- María Salgueiro jako Encarna Molina
- Daniel Ortiz jako Román Ferreiro Molina
- Adriana Paz jako Altagracia Guerrero
- Ruth Díaz jako Mercedes Carrillo
- Huichi Chiu jako Akame
- Jesús Castejón jako Inspektor Damián Castillo